# Крик (фільм)
«Крик» (англ. Scream) — американський слешер 1996 року режисера Веса Крейвена, знятий за сценарієм Кевіна Вільямсона. У головних ролях Девід Аркетт, Нів Кемпбелл, Кортні Кокс, Меттью Ліллард, Скіт Ульріх, Роуз Макгавен, Джеймі Кеннеді та Дрю Беррімор. Фільм розповідає про Сідні Прескотт, ученицю старшої школи у вигаданому каліфорнійському містечку Вудсборо, яка стає метою вбивці у масці, відомого як Примарне обличчя. Фільм поєднує в собі чорну комедію та слешер із детективними елементами, сатирично висміюючи кліше цього жанру, що став популярним завдяки таким фільмам, як «Хелловін» (1978), «П'ятниця 13-го» (1980) та «Кошмар на вулиці В'язів» (1984). На момент виходу «Крик» вважався зразком постмодернізму та унікальним явищем попкультури, оскільки персонажі картини були знавцями фільмів жахів і відкрито обговорювали різні кліше жанру, часто повторюючи помилки героїв, яких вони обговорюють.
«Крик» натхненний реальною історією Ґейнсвіллського потрошителя та фільмами жахів, якими захоплювався Вільямсон — наприклад, «Хелловіном» Джона Карпентера. Сценарій, що спочатку мав назву «Страшне кіно» (англ. Scary Movie), купила компанія Dimension Films і перейменували брати Вайнштейни незадовго до закінчення зйомок. Фільм зіткнувся із цензурою в Американській асоціації кінокомпаній та запереченнями з боку жителів міста, де відбувалися зйомки. Картина вийшла на екрани 20 грудня, отримала позитивні відгуки критиків і мала фінансовий успіх, заробивши 173 мільйони доларів по всьому світу, та ставши найкасовішим фільмом жанру слешер до виходу «Хелловіну» (2018). Фільм отримав кілька нагород та номінацій на премії. Саундтрек Марко Бельтрамі був високо оцінений критиками і названий одним із «найцікавіших музичних супроводів для фільмів жахів, написаних за останні роки». З того часу він набув «культового статусу».
Фільм «Крик» позначив зміни у жанрі, оскільки в ньому знімалися вже відомі та успішні актори, що допомогло йому знайти ширшу аудиторію, серед якої було чимало жінок. З успіхом «Крика» також пов'язують відродження у 1990-х роках жанру слешерів, який вважався майже мертвим після напливу фільмів, знятих спеціально для домашнього перегляду, та численних продовжень відомих хорор-франшиз 1970-х та 1980-х років. Ці сиквели користувалися все меншим фінансовим і глядацьким успіхом, оскільки експлуатували одні й ті ж самі кліше жанру. Успіх «Крика» породив п'ять фільмів-продовжень та телевізійний спін-офф: «Крик 2» (1997), «Крик 3» (2000), «Крик 4» (2011), «Крик» (2022) та «Крик 6» (2023); вони досягли такого ж комерційного успіху та позитивних відгуків критиків. Наступні роки після виходу «Крика» та його сіквелів франшизу звинувачували у тому, що вона надихає й навіть провокує вбивства та жорстокі злочини.

## Сюжет
Учениця старшої школи міста Вудсборо Кейсі Бейкер проводить вдома вечір на самоті та чекає приходу свого хлопця Стіва Орта. Лунає телефонний дзвінок, на який дівчина відповідає. Починається грайлива розмова з незнайомим чоловіком, з яким Кейсі обговорює фільми жахів. Чоловік запитує «Який твій улюблений фільм жахів?», а потім каже, що хоче дізнатися ім'я дівчини, на яку дивиться. Ситуація швидко набуває зловісного обороту, і незнайомець починає загрожувати дівчині. Кейсі виявляє на ґанку внутрішнього дворика зв'язаного Стіва — незнайомець каже, що вб'є його, якщо Кейсі неправильно відповість на питання знання фільмів жахів. Кейсі помиляється у питанні про ім'я вбивці у першому фільмі «П'ятниця 13-го», і маніяк вбиває хлопця. Вбивця у масці привиду вривається до будинку Кейсі і починає шукати дівчину, котра ховається. Зрештою, маніяк наздоганяє свою жертву та вбиває — батьки Кейсі, повернувшись додому, знаходять її випотрошений та повішений на дереві труп.
Починається розслідування вбивства. Місто заповнюють репортери. Учениця старшої школи Сідні Прескотт намагається впоратися зі своїми переживаннями: наближається річниця смерті її матері Морін, яку зґвалтував і вбив рік тому її молодий коханець Коттон Вірі. Наступного дня після вбивства Кейсі вбивця дзвонить Сідні, а потім нападає на неї. Дівчина ховається у своїй кімнаті, коли у вікно залазить її хлопець Біллі Луміс. З його кишені випадає стільниковий телефон, тож Сідні вирішує, що це він напав на неї — Біллі затримує прибувша поліція. Коли Сідні та її подруга Татум Райлі, сестра помічника шерифа Дьюї Райлі, виходять із поліцейської дільниці, на них чекають репортери, серед них журналістка Ґейл Везерс, яка написала книгу про вбивство матері Сідні, Морін Прескотт. Коттона звинуватили виключно на підставі показань Сідні — тієї ночі, коли дівчина знайшла тіло матері, вона бачила, як із їхнього будинку вибігала людина в куртці Коттона. Але вона не бачила обличчя нападника. У книзі Ґейл висловлює думку, яка мучить саму Сідні: вбивцею міг бути зовсім не Коттон. Сідні при всіх б'є Ґейл по обличчю, після чого Татум забирає подругу до себе додому.
Тієї ж ночі в будинок Татум дзвонить убивця і каже Сідні, що «бідний Біллі незаслужено потрапив за ґрати», і радить Сідні задуматися про винність Коттона. Біллі відпускають із ділянки, тому що перевірка дзвінків його стільникового довела, що не він дзвонив Сідні. Поліція встановила, що дзвінок надходив із телефону батька Сідні, Ніла Прескотта, який напередодні поїхав у відрядження — поліція не може визначити його місцезнаходження. Згодом на Сідні безуспішно нападають у шкільному туалеті, що змушує владу Вудсборо закрити старшу школу на деякий час і ввести у місті комендантську годину. Після того, як учні покидають школу, маніяк вбиває директора Гімбрі. Тим часом, друг Біллі, Сідні та Татум — Стю Мейхер — влаштовує у себе вдома вечірку.
Сідні приходить на вечірку з Татум та їхнім другом-кіноманом Ренді Міксом, закоханим у Сідні. Туди ж заявляється Ґейл, яка впевнена, що наступні напади відбудуться саме під час вечірки. За своєю сестрою та її друзями наглядає Дьюї — він і Ґейл постійно фліртують. Тим часом маніяк вбиває Татум у гаражі. Сідні стикається з Біллі і вирішує, що має поговорити з ним — молоді люди усамітнюються і зрештою займаються сексом. Тим часом, інші гості вечірки дивляться внизу фільм жахів «Хелловін», і Ренді розповідає присутнім, що для того, щоб вижити у фільмі жахів, потрібно дотримуватися низки правил. Наприклад, не можна пити, курити, вживати наркотики і займатися сексом — все це атрибути гріха, за якими послідує розплата. Хтось дзвонить до будинку Стю і каже, що на шкільному подвір'ї знайдено труп директора Гімбрі — практично всі підлітки йдуть із вечірки щоб побачити його. Тим часом, Ґейл і Дьюї ходять неподалік будинку, поки оператор журналістки Кенні Джонс веде стеження за будинком зі свого фургону. Крім того, Ґейл встановила у вітальні приховану камеру.
Коли Біллі та Сідні одягаються, з'являється вбивця і нападає на хлопця. Сідні вдається вибратися з дому через вікно на горищі. Вона намагається врятуватися у фургоні Кенні, але його теж убивають. Ґейл і Дьюї знаходять неподалік будинку машину батька Сідні Ніла і впевнені, що він і є вбивцею. Ґейл вирішує поїхати на їхньому з Кенні фургоні, де виявляє мертвого колегу — жінка намагається виїхати геть, але злітає в кювет, коли на дорозі несподівано з'являється Сідні. Дьюї тим часом досліджує будинок і теж зазнає нападу вбивці (пізніше він виживе). Сідні повертається до будинку, де забирає у поліцейського пістолет, а потім натикається на Стю та Ренді, які звинувачують один одного у вбивствах. Дівчина замикається в домі та знаходить живого Біллі. Вона дає йому пістолет, і той, впустивши Ренді, стріляє в нього, після чого показує, що його рани не справжні, а «кров» — лише кукурудзяний сироп.
Стає очевидно, що він і є вбивцею. З'являється Стю, який виявляється напарником Біллі. Вштовхнувши Сідні на кухню, вони розкривають мотив: мати Сідні вела розпусний спосіб життя, з нею зраджував батько Біллі, і через це мати хлопця пішла із сім'ї. Рік тому Стю та Біллі вбили Морін і підставили Коттона. З'ясовується, що Ніл Прескотт весь цей час перебував у хлопців у заручниках. Підлітки збираються розіграти спектакль — вони вб'ють Сідні та Ніла, виставивши все так, ніби вбивцею був саме чоловік, а Стю та Біллі «чудом виживуть у різанині». Для достовірності вони завдають один одному ножових ударів. Біллі, не стримуючи себе, ранить Стю надто сильно. У цей момент у справу втручається Ґейл: вона спрямовує на вбивць пістолет, який Стю залишив без нагляду. Однак Ґейл забула зняти запобіжник, і Біллі вирубує її. Він готується вбити Ґейл, але Стю помічає, що Сідні зникла.
У цей момент лунає дзвінок: Сідні, знущаючись, пародіює самих убивць. Біллі починає панікувати, а Стю втрачає сили через крововтрату. Сідні повідомляє, що вже викликала поліцію, а Біллі просить Стю говорити з нею. Під час розмови з'ясовується мотив Стю — він «легко піддався впливу» однолітка. Біллі шукає Сідні, але вона несподівано нападає на нього, встромляючи вістрям парасольки. Їй вдається заволодіти пістолетом. У цей момент на дівчину накидається Стю — в сутичці Сідні оглушує його, скинувши на голову телевізор. З'являється живий Ренді, але на них нападає Біллі і починає душити Сідні, однак в нього стріляє Ґейл, яка прийшла до тями. Потім усі троє дивляться на тіло хлопця. Ренді каже, що зазвичай у цей момент у фільмі вбивця несподівано повстає, щоб завдати останнього удару. Так і відбувається — але Сідні стріляє йому в голову, після чого вимовляє: «Не в моєму фільмі». У фінальних кадрах над будинком піднімається сонце, біля входу стоять машини поліції та швидкої допомоги, а Ґейл веде свій репортаж.

## У ролях
| Актор              | Роль                                 |
| ------------------ | ------------------------------------ |
| Нів Кемпбелл       | Сідні Прескотт                       |
| Девід Аркетт       | Дьюї Райлі                           |
| Кортні Кокс        | Ґейл Везерс                          |
| Дрю Беррімор       | Кейсі Бейкер                         |
| Скіт Ульріх        | Біллі Луміс                          |
| Меттью Ліллард     | Стюарт Мейхер                        |
| Роуз Макгавен      | Татум Райлі                          |
| Джеймі Кеннеді     | Ренді Мікс                           |
| Генрі Вінклер      | директор Хімбрі                      |
| Джозеф Віпп        | шериф Берк                           |
| Лієв Шрайбер       | Коттон Вірі                          |
| Лоуренс Хект       | Ніл Прескотт                         |
| Кевін Патрік Воллс | Стівен Орт                           |
| Лінда Блер         | журналістка                          |
| Роджер Джексон     | голос по телефону Примарного обличчя |
| Вес Крейвен        | прибиральник Фред (камео)            |

## Ранній етап

### Сценарій
Спочатку Кевін Вільямсон написав сценарій під назвою «Страшне кіно» (англ. Scary Movie), яка через кілька років стала офіційною назвою кіно-пародії «Дуже страшне кіно», центральна сюжетна лінія якої обігрує сюжети фільмів «Крик» та «Я знаю, що ви скоїли минулого літа», написаних Вільямсоном. За словами автора, великого шанувальника фільмів жахів, він «написав сценарій фільму, який би сам хотів подивитися. Тоді жанр був просто мертвий».
Відправною точкою для створення історії послужив репортаж новин «Turning Point» 9 березня 1994 року, який був присвячений серійному вбивці Денні Роллінґу на прізвисько «Ґейнсвіллський потрошитель». Характерною рисою його злочинів було те, що він розташовував тіла таким чином, щоб підкреслити криваві звірства, для чого маніяк встановлював у кімнатах дзеркала і обезголовлював і/або розкладав тіла своїх жертв у певні пози — усього він убив вісім людей. Якось Вільямсон виявив у себе в будинку відчинене вікно, хоча був упевнений, що останні кілька днів жодного разу його не відчиняв. Сценарист подзвонив другу і, озброївшись кухонним ножем, обшукав будинок з трубкою в руці, впевнений, що за ним хтось спостерігає, але в будинку нікого не було. Щоб відволікти Вільямсона під час телефонної розмови, його друг Девід Бланшард запитав, який його улюблений фільм жахів. Вражений цим випадком, Вільямсон приступив до роботи над текстом — перший нарис сценарію об'ємом 18 сторінок охоплював вступну сцену фільму. Він розповідає про жінку, яка залишилася вдома і відповіла на дзвінок вбивці. Після цього Вільямсон відклав чернетку і зосередився на сценарії картини «Вбити місіс Тінґл», який 1995 року був викуплений невідомою компанією, але потім ліг на полицю.
Джеймі Кеннеді про сценарій.
Зазнаючи фінансових труднощів, Вільямсон усамітнився в Палм-Спрінгз, щоб переробити нарис «Страшного кіно» у повноцінний сценарій. Розраховуючи якнайшвидше його продати, він протягом трьох днів написав увесь текст і два п'ятисторінкові нариси «Страшного кіно 2» і «Страшного кіно 3» як можливих сиквелів; автор сподівався, що так продюсери побачать у його сценарії більше потенціалу. За словами Вільямсона, він вирішив написати сценарій трилера («Вбити місіс Тінгл» більше є чорною комедією з елементами драми), оскільки хотів побачити фільм, аналогічний улюбленим жахам з дитинства, на кшталт «Хелловіна», чий успіх, на думку Вільямсона, досі ніхто не перевершив. Його захоплення трилерами того часу відобразилося на сценарії в безлічі посилань на фільми «Хелловін», «П'ятниця 13-го», «Кошмар на вулиці В'язів», «Коли дзвонить незнайомець» (уся вступна сцена «Крика» схожа на епізод із цієї картини) та «Шкільний бал». Під час роботи над текстом Вільямсон часто слухав саундтрек «Хелловіна» — його уривки звучать у «Крику» в сцені, де персонажі дивляться фільм по телевізору. Однак найкращим фільмом жанру Вільямсон вважав «Психо» (1960) Альфреда Гічкока — вступна сцена «Крика» натхнена сюжетною лінією Джанет Лі. Крім того, Вільямсон ще за написання тексту уявляв, що роль Кейсі зіграє відома актриса.

#### Торги
У червні 1995 року Вільямсон показав сценарій своєму агенту Робу Перісу, щоб виставити його на продаж. Періс сприйняв текст песимістично, попередивши, що сценарій із великою наявністю кривавих сцен і насильством (у тексті було багато детальних описів випотрошених трупів, у яких вивалювалися внутрішні органи) мало хто захоче купити.
Сценарій «Страшного кіно» був виставлений на продаж у п'ятницю в червні 1995 року і спочатку не отримав пропозицій. Але вже наступного понеділка сценарій став предметом інтенсивних торгів між кількома великими кіностудіями, зокрема Paramount Pictures, Universal Studios і Morgan Creek Productions. Продюсер Кеті Конрад, ознайомившись зі сценарієм, визнала його саме тим, що шукали Боб і Харві Вайнштейни з компанії Dimension Films (яка тоді була підрозділом Miramax Films). На той момент Dimension випустила кілька фільмів жахів, тож у планах компанії було виробництво картин цього жанру. Конрад принесла сценарій помічнику Боба Вайнштейна, Річарду Поттеру, який також вважав історію перспективною та відніс її самому Вайнштейну й переконав його в потрібності екранізації. Незабаром кінокомпанії почали покидати торги в міру зростання ціни на сценарій — нарешті залишилися тільки Dimension і Cinergi Pictures, з якою працював Олівер Стоун. Вільямсон боявся, що в кінці обидві компанії відмовлять, будучи не готовими заплатити великі гроші за фільм жахів. Юрист Патті Фелкер порадила Вільямсону обрати саме Dimension, оскільки вони знімуть те, що потрібно автору. Вільямсон зробив вибір на користь Miramax, оскільки вважав, що вони негайно почнуть зйомки, а заодно не вирізатимуть криваві сцени зі сценарію — студія заплатила автору 400 тисяч доларів і уклала контракт на два сиквели, а також на можливість зйомок потенційного четвертого фільму, який мав стати окремою частиною історії.
Коли компанія Miramax Films купила сценарій, Вільямсону дійсно довелося вирізати частину кривавих сцен, але коли Вес Крейвен очолив постановку, сценарист зміг їх повернути. Вільямсон хотів вилучити з остаточного варіанту епізод, де на Сідні нападають у шкільному туалеті, оскільки вважав його зайвим, але Крейвен наполяг на тому, щоб залишити сцену, яка краще розкриває образ Сідні та її стосунки з покійною матір'ю — пізніше Вільямсон визнав правоту режисера. Продюсер Боб Вайнштейн зауважив, що близько 30 сторінок (близько 30 хвилин екранного часу) не містять жодного вбивства, тому Вільямсон увів убивство директора Хімбрі, чим ненавмисно вирішив проблему фіналу. Пишучи його, сценарист ніяк не міг вигадати причину, чому підлітки несподівано покинули вечірку в будинку Стю; смерть Хімбрі стала рішенням — школярі дізнаються, що знайдено труп директора і хочуть подивитися на нього. Цей прийом дозволив позбутися другорядних персонажів і розпочати вбивства. Вільямсон, з одного боку, вважав, що для глядачів важливо знати причини, які штовхнули хлопців на скоєння вбивств, але з іншого боку, йому здавалося, що відсутність мотивації тільки посилить атмосферу жаху і безумства. Думки з цього питання розділилися і в керівництва Miramax: оскільки вбивць було двоє, Вільямсон пішов подвійним шляхом — у Біллі Луміса був мотив у вигляді помсти за зруйновану сім'ю, а в репліках Стю Мейхера міститься натяк на те, що його мотив був викликаний «тиском з боку суспільства».

### Режисура
Вес Крейвен доєднався до проєкту на ранній стадії, коли сценарій був тільки виставлений на торги: Dimension пропонувала йому особисто викупити його і стати режисером картини; текст купили, коли Крейвен його читав. Боб Вайнштейн, знайомий із попередніми роботами режисера, хотів, щоб саме Вес посів цю посаду, оскільки вірив, що він зможе повноцінно втілити всі задуми Вільямсона на екрані. Спочатку Крейвен відмовився: по-перше, він збирався зайнятися зйомками рімейку «Будинок із привидами», а по-друге, хотів дистанціюватися від слешерів, тому що втомився від пануючих у них «женофобії» та цензури. Крейвен неодноразово відмовлявся, і Вайнштейн пропонував пост режисера Денні Бойлу, Джорджу Ромеро та Сему Реймі; розглядалися кандидатури Роберта Родрігеса та Квентіна Тарантіно. Але їх усіх відкинув Вільямсон, який вважав, що більшість режисерів сприймали фільм лише як чорну комедію. Сценарист згадував, що Вес був ідеальним вибором. Під час зустрічі з Вільямсоном режисер сказав: «Це страшно… Забудь про комедію. Ми зробимо цей фільм лякаючим».
Тим часом у Крейвена нічого не вийшло з рімейком «Будинку з привидами». Крім того, оскільки його фільми «Вампір з Брукліна» та «Кошмар на вулиці В'язів 7: Новий кошмар» не мали успіху, режисер не поспішав з вибором нового проєкту. Тодішня асистентка режисера, продюсер Джулі Плек відразу захопилася сценарієм і переконувала Крейвена в тому, що він повинен очолити роботу над «Криком». Тоді актриса Дрю Беррімор вже приєдналася до проєкту, і Крейвен все ж таки прочитав сценарій та вирішив стати режисером фільму. За його словами, попри страшний сценарій, він спочатку знову хотів відмовитися, але коли під час роздачі автографів до нього підійшов хлопець і сказав: «Сер, фільми, які ви зараз знімаєте, надто м'які. Вам потрібно знову зняти забійне кіно по типу „Останній будинок ліворуч“», режисер погодився очолити проєкт. Вільямсон згадував, що зустріч із Крейвеном була найкращою подією в його житті, хоча сценарист злякався, коли режисер запропонував обговорити свої нотатки до сценарію — Вільямсон був упевнений, що Крейвен повністю перепише текст, а його зрештою звільнять. За словами сценариста, вони з режисером швидко порозумілися: «Я — емоційний, а Вес дуже стриманий. Думаю, саме тому ми порозумілися. Він вчив мене якнайменше реагувати на різні ситуації та думати головою».
Під час візиту журналістів видання Entertainment Tonight на знімальний майданчик картини у Крейвена запитали, чому люди платять за те, щоб злякатися. Режисер просто відповів, що вони платять, «бо вже налякані. Вони лише хочуть випустити страх назовні». В інтерв'ю тому ж виданню з нагоди 20-річчя картини Нів Кемпбелл описувала Крейвена як дивовижну людину з фантастичним почуттям гумору. За словами Меттью Лілларда, режисер однаково жадав і комедії, і драми. Улюблений спогад Девіда Аркетта про нього пов'язаний із тестовим показом картини — режисер сміявся щоразу, як глядачі підскакували на своїх місцях. Незабаром після тестового показу студія запропонувала Крейвену контракт на зйомки двох частин франшизи. За словами продюсера Маріанни Маддалени, режисер швидко знаходив спільну мову з акторами та відчував, як домогтися від них правильної гри; наприклад, коли Крейвен змусив Беррімор плакати на зйомках вступної сцени.

## Кастинг

### Головний склад
| Головний акторський склад | Головний акторський склад | Головний акторський склад | Головний акторський склад | Головний акторський склад | Головний акторський склад | Головний акторський склад | Головний акторський склад |
| ------------------------- | ------------------------- | ------------------------- | ------------------------- | ------------------------- | ------------------------- | ------------------------- | ------------------------- |
|                           |                           |                           |                           |                           |                           |                           |                           |
| Нів Кемпбелл              | Девід Аркетт              | Кортні Кокс               | Скіт Ульріх               | Меттью Ліллард            | Роуз Макгавен             | Джеймі Кеннеді            | Дрю Беррімор              |
| Сідні Прескотт            | Дьюї Райлі                | Ґейл Везерс               | Біллі Луміс               | Стю Мейхер                | Татум Райлі               | Ренді Мікс                | Кейсі Бейкер              |

Підбором акторів для фільму займалися директор із кастингу Ліза Біч та її асистентка Сара Катцман — після прочитання сценарію вони склали опис персонажів та вимоги до зовнішності та фактури акторів, які пізніше розіслали менеджерам та агентам.

#### Кейсі Бейкер
«Крик» ознаменував нову тенденцію у фільмах жахів — запрошувати на ролі в картині відомих акторів; раніше вважалося, що в подібних фільмів немає шансів залучити знаменитостей через низький бюджет, негативні відгуки критиків і часто через низьку якість матеріалу. Дрю Беррімор прочитала сценарій за одну ніч; актрисі дуже сподобалася історія, і вона захотіла зніматися у фільмі ще до того, як було призначено режисера. Дізнавшись про це, студія відразу ж запропонувала знаменитій актрисі головну роль — школярки Сідні Прескотт. Таким чином, боси студії хотіли залучити інших знаменитостей у проєкт і вплинути на рішення Веса Крейвена посісти режисерське крісло. Проте за п'ять днів до початку виробництва картини стало зрозуміло, що завантажений графік не дозволить Беррімор знятися в головній ролі, і тоді було вирішено, що вона зіграє Кейсі Бейкер. Вбити персонажа у виконанні найвідомішої актриси проєкту — ризикований крок, але творці картини вважали, що це шокує глядачів і змусить їх повірити, що будь-який персонаж може померти. Ще до зйомок керівництво студії вирішило максимально задіяти Беррімор у рекламній кампанії, щоб глядачі вирішили, що вона є головною героїнею фільму.

#### Сідні Прескотт
Кевін Вільямсон про Нів Кемпбелл.
На роль Сідні проходили прослуховування актриси Мелісса Джоан Гарт, Мелані Лінскі, Ей Джей Лангер, Мелінда Кларк. Роль була запропонована також Різ Візерспун та фаворитці Кевіна Вільямсона — Моллі Рінгволд, але Візерспун відмовилася, а Рінгволд, якій тоді було вже 27 років, вирішила, що не зможе зіграти підлітка. За словами директора з кастингу Лізи Біч, у підсумку вибір стояв між Алісією Вітт, Бріттані Мерфі та канадською актрисою Нів Кемпбелл, яка і отримала роль. Вес побачив Кемпбелл у телесеріалі «Нас п'ятеро»; на думку режисера, вона могла «достовірно зіграти невинність і впоратися з фізично та емоційно важкою роллю». Брат сценариста Кевіна Вільямсона теж повторював, що, читаючи сценарій, «уявляв ту дівчину із серіалу». Маріанна Маддалена також відзначила пластичність актриси, яка колись займалася балетом. Сама Кемпбелл мала сумніви в запропонованій їй ролі, тому що до «Крика» знялася в іншому фільмі жахів — «Чаклунство» 1996 року — і не хотіла повертатися до цього жанру. Але все ж актриса погодилася, оскільки це була перша головна роль у її кар'єрі; до того ж, Нів дуже сподобалася героїня, яку вона назвала «фанатастичною» незалежно від жанру.
Актриса зрозуміла, що хоче знятися у проєкті, коли проходила прослуховування перед Весом Крейвеном. За її словами, режисер на пробах поводився дружелюбно і чітко давав зрозуміти, що йому потрібно від конкретної сцени; таким же він був і на майданчику — «сором'язливим і веселим». Кемпбелл охарактеризувала свого персонажа, як «сильну, таку, що вміє постояти за себе і дати відсіч», а її перемогу у фіналі — «чудовим посланням для всіх молодих жінок». Також актриса додала, що «роль обрала її» та назвала її ідеальним влученням. За словами Маріанни Маддалени, Вес Крейвен і Кевін Вільямсон багато зробили для становлення архетипу «останньої дівчини»: режисеру подобалося розповідати історію з жіночої точки зору; його дуже цікавили історії про сильних жінок, які переживають важкі ситуації, тож йому сподобалася історія Сідні.

#### Дьюї Райлі
Девіда Аркетта спочатку запросили на роль Біллі, але після прочитання сценарію актор захотів зіграти Дьюї Райлі. У тексті персонаж був описаний, як «качок», але Аркетт не надто походив зовні — проте Крейвену сподобалася м'яка сторона характеру, яку Аркетт привніс в образ персонажа. Актору належала ідея перетворити Дьюї з «мачо» на звичайного хлопця, показаного у фільмі. Девід був великим шанувальником Кортні Кокс і дуже хотів попрацювати з нею в одному проєкті. За сценарієм Дьюї гинув у фіналі, проте вже під час зйомок Крейвен про всяк випадок зняв епізод, у якому його живого вантажать у карету «Швидкої допомоги» — на тестовому показі глядачам сподобався персонаж, і Крейвен вирішив залишити Дьюї в живих. Щоправда у фільмі, коли Біллі штовхає Ґейл, і вона падає на Дьюї, останній лежить нерухомо і не дихає, бо передбачалося, що він помре. Крім того, було зроблено кілька дублів цього моменту, оскільки Кокс і Аркетт постійно сміялися під час зйомок сцени.

#### Ґейл Везерс
Студія хотіла запросити на роль Ґейл Везерс відомішу актрису, ніж на ролі головних героїв-школярів — Брук Шилдс та Джанін Ґарофало були основними претендентками. На той час Кортні Кокс грала Моніку Ґеллер, головну героїню популярного ситкому телеканалу NBC «Друзі», тож ніхто не сприймав її кандидатуру всерйоз, тому що вона грала м'якших за характером персонажів; але сама актриса дуже хотіла зіграти «стерву», чий образ сильно відрізняється від Моніки; актриса вимагала цієї ролі і в результаті отримала. Перед особистою зустріччю з Крейвеном, Кокс написала йому листа, в якому повідомила, що їй нескладно зіграти «справжню суку». Девід Аркетт часто дзвонив у номер Кортні Кокс, імітуючи голос убивці.

#### Біллі Луміс
Скіт Ульріх про входження в роль.
Скіт Ульріх отримав роль Біллі Луміса — хлопця Сідні; продюсери вважали, що він ідеально підійшов на роль, а його образ чимось схожий на персонажа Ґлена Ланца у виконанні Джонні Деппа з фільму «Кошмар на вулиці В'язів» (1984). Проби Ульріха довгий час не могли відбутися — вони часто переносилися через робочий графік актора. Незадовго до зйомок у «Крику» Ульріх і Нів Кемпбелл знялися разом у фільмі «Чаклунство», що, на думку акторів, допомогло їм достовірніше зобразити роман на екрані. Через роки, побачивши запис своїх проб, Ульріх здивувався, як він взагалі отримав роль — «це було просто жахливо». На роль Біллі також пробувалися Кевін Патрік Воллс (у підсумку він зіграв Стіва Орта в пролозі — хлопця героїні Кейсі Бейкер) і Джастін Волін (у нього було парне прослуховування з Кемпбелл). Спочатку студія дуже хотіла взяти на цю роль Вінса Вона, він навіть проходив прослуховування, але Ліза Біч вважала, що він надто дорослий для ролі школяра. На роль Біллі також пробувався Фредді Принц-молодший. За словами Принца, він проходив проби п'ять разів, і його помітив Вільямсон, який пізніше підтримав його кандидатуру на роль Рея Бронсона у фільмі «Я знаю, що ви скоїли минулого літа». Намагаючись краще зрозуміти свого персонажа, Скіт Ульріх створив у номері готелю, де мешкав під час зйомок «кімнату Біллі» (див. цитату праворуч).

#### Стю Мейхер
Меттью Лілларду дісталася роль друга Біллі, Стю Мейхера — Ліллард випадково попався на очі асистентці Крейвена Лізі Біч, коли супроводжував свою подругу на інше прослуховування, що проходило в тому ж будинку — Біч вмовила Меттью піти на спроби «Крика». Ліллард мав читати текст за Біллі, але його вмовили пройти проби на роль Стю. Ліллард зобразив персонажа «максимально диким», за що сценарист Вільямсон був дуже вдячний акторові, оскільки вважав, що образ Стю в його сценарії не був розкритий до кінця.

#### Татум Райлі
Роуз Макгавен отримала роль Татум Райлі — найкращої подруги Сідні та сестри Дьюї; проби також проходили Мінді Кларк, Ребекка Ґейхарт і Шарлотта Аяннапо, але, за словами директора з кастингу, у Роуз було дивовижне «поєднання сили, цинізму та невинності». Акторці довелося «пожертвувати» кольором свого волосся — вона спеціально перефарбувалася у блондинку, щоб контрастувати з головною героїнею. Вес Крейвен вважав, що участь у фільмі Кембелл, Беррімор, Кокс і Макгавен дозволило підняти статус «Крику» та залучити більше жіночої аудиторії.

#### Ренді Мікс
На роль Ренді Мікса пробувалися Джеймі Кеннеді та Брекін Меєр і, хоча продюсери затвердили Кеннеді, студія була проти його кандидатури через відсутність у його кар'єрі великих ролей. За словами Кеннеді, ще одними претендентами були Джейсон Лі та Сет Грін — вони не раз обходили його на інших пробах, і Джеймі вважав, що йому неймовірно пощастило отримати роль, хоча він не був таким палким шанувальником кіно, як його персонаж.

### Другорядні персонажі
Генрі Вінклер отримав роль директора Гімбрі — його ім'я не з'являється в титрах, щоб «не відволікати глядачів від молодих акторів». На вбивстві директора наполіг Боб Вайнштейн — він вважав великим недоглядом, який може негативно позначитися на фільмі, той факт, що «за 30 сторінок сценарію нових вбивств не сталося». Великий шанувальник фільмів жахів, який вирішив працювати в кіно після перегляду «Хелловіна», актор Вільям Ерл Браун зіграв оператора Ґейл на ім'я Кенні; актор зателефонував асистенту Крейвена, щоб попросити роль у фільмі. Джозеф Віпп, який зіграв поліцейського у фільмі Крейвена «Кошмар на вулиці В'язів» (1984), з'явився у «Крику» в ролі шерифа Берка. Лоуренс Хект зіграв Ніла Прескотта — батька Сідні.
Режисер Вес Крейвен з'явився в епізодичній ролі прибиральника Фреда, одягненого в капелюх і смугастий светр — його бачить директор Гімбрі незадовго до своєї загибелі. У роботі над фільмом також взяла участь актриса Лінда Блер, відома за головною роллю одержимої демонами дівчинки Ріґан МакНіл у містичному трилері «Екзорцист» — Блер зіграла одну з репортерок, яка вимовляє фразу «Люди хочуть знати, люди мають право знати!…» (англ. People Want To Know, They Have A Right To Know!) у сцені біля школи. Лієв Шрайбер знявся в короткому епізоді — у випуску новин, коли його персонажа Коттона Вірі в наручниках ведуть поліцейські; актор погодився зніматися в картині, щоб розплатитися з боргами. На фото Морін Прескотт, матері головної героїні, зображена Лін МакРі — актриса з'явилася в цій ролі на екрані тільки в «Крику 3». Френсіс Лі МакКейн зіграла матір Дьюї та Татум. Ліза Каннінґ — журналістка американського видання Entertainment Tonight з 1996 по 1999 рік — знялася в одному з епізодів у ролі журналістки, яка веде репортаж із маскою в руках. Директор із кастингу картини Ліза Біч зіграла одну з журналісток, які ведуть репортаж по телевізору, коли Сідні перемикає канали перед нападом маніяка; саме Біч придумала свою репліку, в якій згадується ім'я Стівена Орта — так звуть її двоюрідного брата. Актриса Леонора Шелфо, колишня дівчина Скіта Ульріха, зіграла школярку, яка грубо висловлюється про Сідні та її родину в шкільному туалеті.

### Голос убивці
Роджер Джексон озвучив убивцю в костюмі Примарного обличчя. Він отримав роль після відкритого кастингу, який тривав кілька тижнів у Санта-Розі. На прослуховуванні актори читали діалоги вбивці із вступної сцени. Крейвен охарактеризував голос як «інтелігентний» і «зловісний» та вважав, що згодом він став невід'ємною частиною франшизи. Спочатку продюсери планували використовувати запис голосу на стадії поствиробництва, як це зазвичай і робиться. Але Джексон усіх дуже вразив; він працював на майданчику і дзвонив акторам по стільниковому телефону прямо під час зйомок, щоб створити напругу. При цьому він був у місці, де актори не могли його бачити; більше того — Джексон ніколи не зустрічався з виконавцями ролей протягом зйомок. Це їх лякало, але при цьому актори видавали потрібний рівень гри. Роль убивці в масці та костюмі у більшості сцен виконував професійний каскадер, за винятком двох епізодів: коли Кейсі б'є вбивцю телефонною трубкою, у костюмі маніяка був сам режисер; а коли вбивця підкрадається до Ренді, маніяка зіграв Скіт Ульріх, який попросив дозвіл у Крейвена.

## Виробництво

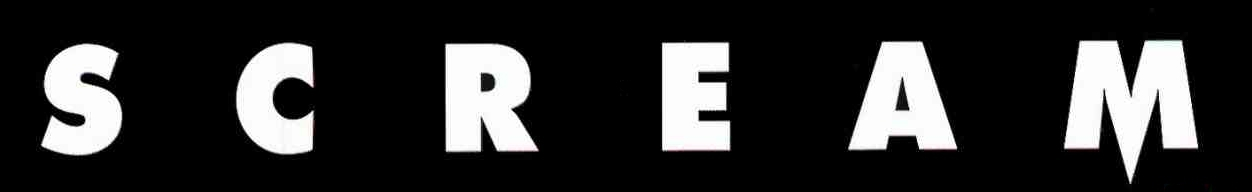
Логотип фільму

Зйомки фільму проходили протягом восьми тижнів, з 15 квітня по 14 червня 1996 року, при виробничому бюджеті в 15 мільйонів доларів. Сценарист Кевін Вільямсон постійно знаходився на майданчику та вносив за потребою незначні зміни до сценарію. Для створення спеціальних ефектів залучили студію KNB EFX GROUP Inc. та її фахівців — Говарда Бергера, Роберта Курцмана та Грегорі Нікотеро. Усього на майданчику використали 50 галонів (майже 190 літрів) фальшивої крові, виготовленої з кукурудзяного сиропу і харчового барвника, а для зйомок сцен із нанесенням ножових поранень використовували ножі з лезом, що засувається. Під час зйомок довелося змінити деякі смерті — спочатку планувалося, що Татум помре від двері гаража, який впаде на неї, але в результаті у фільм потрапив варіант, запропонований асистентом Кевіна Вільямсона.

### Локації

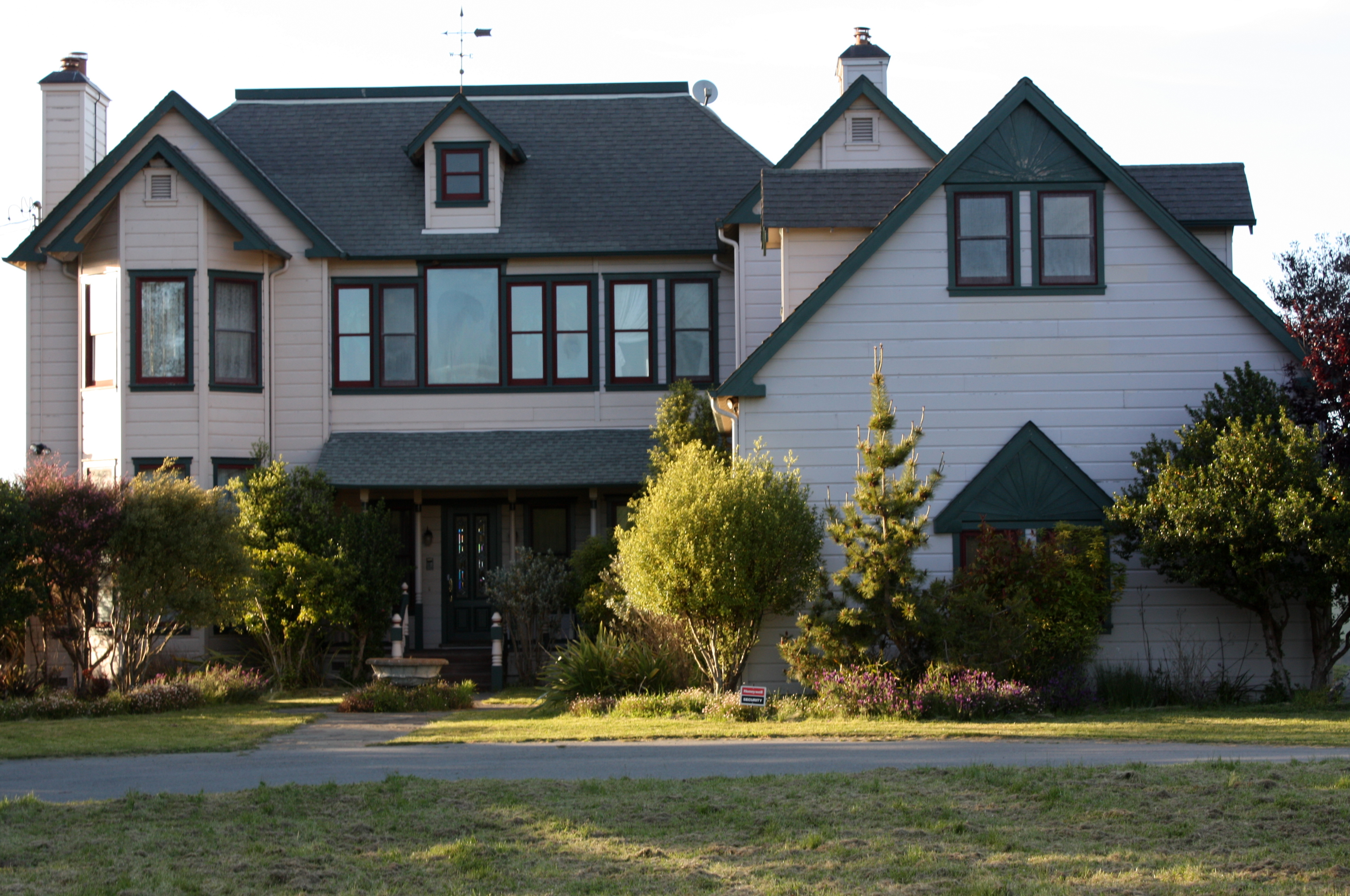
Фасад будинку Стю, де відбувається дія фіналу картини — зйомки проходили у ньому та на околицях протягом трьох тижнів.

Брати Вайнштейн хотіли знімати картину в канадському місті Ванкувер, а не в США — це дозволило б заощадити 1 мільйон доларів бюджету на податках; але Крейвен наполіг на зйомках у Штатах, щоб фільм виглядав «по-справжньому американським». Розбіжності призвели до того, що Крейвена мало не звільнили з проєкту, але в результаті брати Вайнштейни поступилися режисеру. Також розглядався варіант зйомок у Північній Кароліні, але в такому випадку знадобилися б додаткові роботи з будівництва декорацій, що збільшило б витрати. Іншим варіантом була Каліфорнія — округ Сонома і міста Санта-Роза, Хілдсбург і Томалес-Бей. Центр Хілдсбурга грає роль міської площі Вудсборо. Будинок Сідні Прескотт знаходиться в місті Калістога, на північ від Санта-Рози, а будинок Татум — на McDonald Avenue в Санта-Розі, навпроти особняка з фільмів «Полліанна» (1960) та «Тінь сумніву» (1943).
Частину сцен планувалося знімати в школі Санта-Рози, яка, за словами режисера, виглядала «дуже американською», проте керівництво навчального закладу відмовило знімальній групі через велику кількість насильства та жорстокості в сценарії. Місцеві газети розкритикували фільм, а більшість батьків виступили проти зйомок у школі, де навчаються їхні діти; громадськість часто порівнювала події фільму із вбивством Поллі Клаас трьома роками раніше.

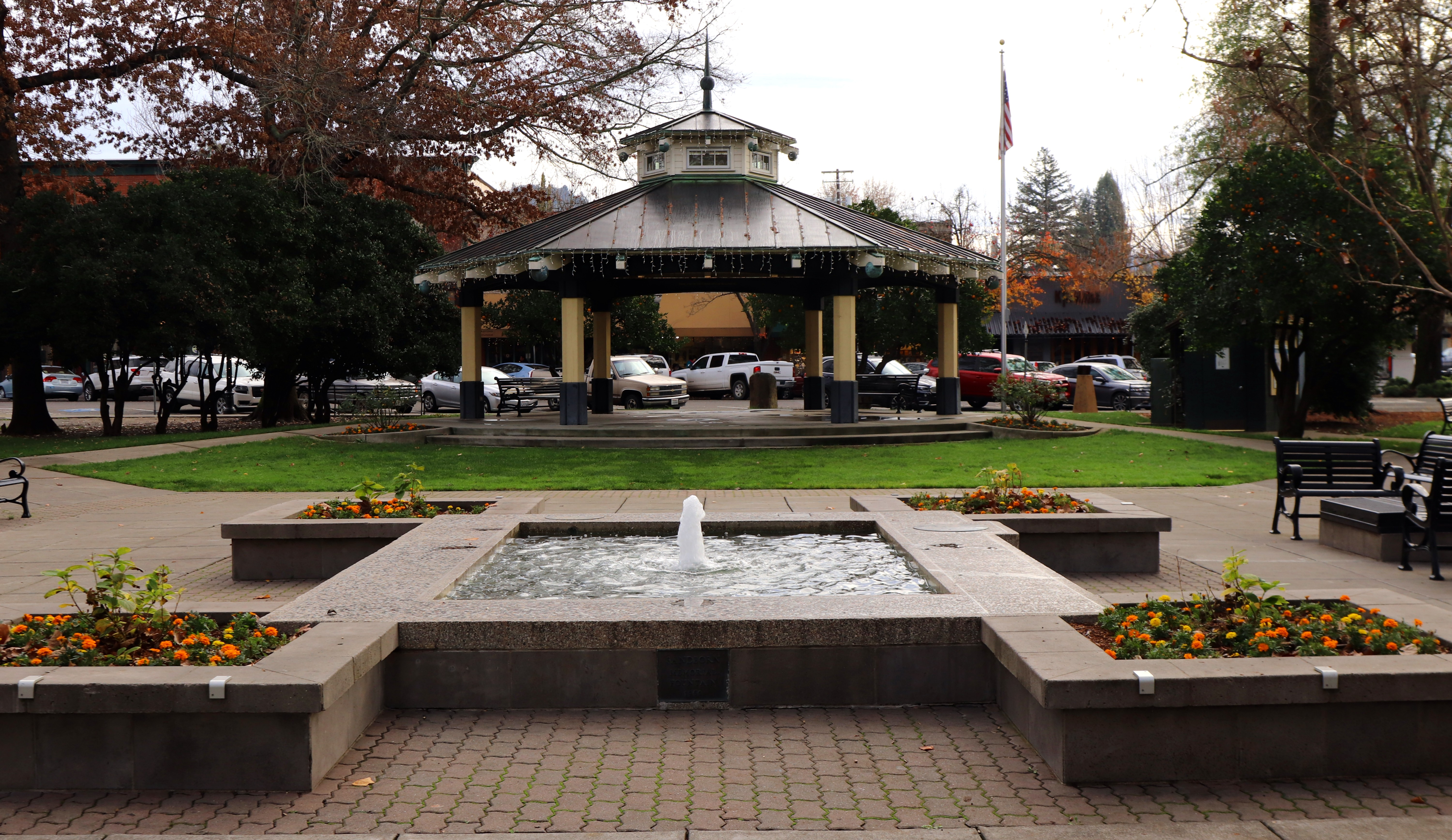
Центр Хілдсбурга

Продюсерів підтримали школяри та деякі місцеві жителі, які зазначали, що місто отримає фінансову вигоду від проведення зйомок; інші апелювали до першої поправки до конституції США. 16 квітня, наступного дня після запланованих зйомок, відбулися громадські дебати. Проте Крейвен не хотів затягувати зйомки і 15 числа приступив до роботи над сценою з убивством Кейсі Бейкер, що тривала п'ять днів. Водночас місто ухвалило рішення не на користь кіношників, тож зйомки «шкільних» сцен були перенесені в Sonoma Community Center на півдні Санта-Рози. У фінальних титрах картини в розділі «Подяки» за наполяганням режисера розмістили напис: «Жодної подяки раді окружної школи міста Санта Роза» (англ. No Thanks Whatsoever The Santa Rosa City School District Governing Board).

### Костюми
Нів Кемпбелл про зйомки фінальної сцени.
Дизайнер одягу Синтія Берґстром, яка працювала над серіалом «Баффі — переможниця вампірів», отримала єдине завдання від Веса Крейвена: костюми не повинні залежати від моди, бути поза часом. Під час вибору кольорів — помаранчевого, жовтого, червоного і шартрезу — дизайнер надихалася картиною Едварда Мунка «Крик».
Простий светр Дрю Беррімор у початковій сцені привносив «відчуття затишку, чогось повсякденного», що контрастувало з подіями, показаними в пролозі; образ Беррімор у фільмі став одним із популярних костюмів на Хелловін серед шанувальників фільмів жахів.

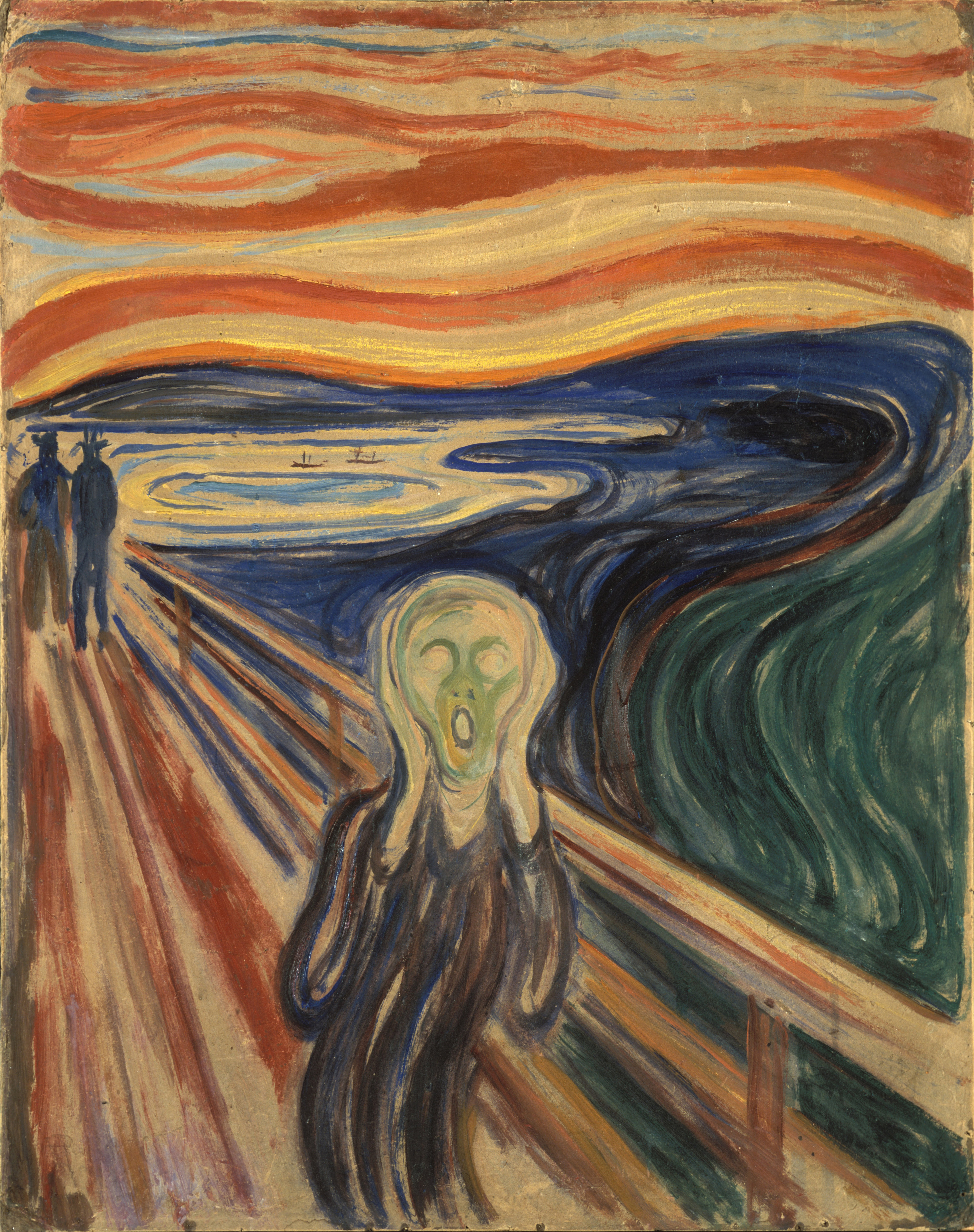
Крик. Едвард Мунк (1910)

Для Сідні в першій половині картини підбирали мішкуватий одяг, характерний для юнаків (частиною щоб залишити глядачів у невизначеності щодо того, чи є вона Примарним обличчям чи ні), і жіночний — у другій частині фільму. Як пояснювала Бергстром, героїня «ніби захищалася. У її зовнішньому вигляді відбивалися почуття сорому і смутку, і навіть потреба розібратися зі своєю сексуальністю»; це простий класичний одяг, який підлітки носять і у XXI столітті. Для Татум підбирався модніший одяг, який могли б носити підлітки з Лос-Анджелеса. Майка з цифрою «10» є посиланням на персонажа Джонні Деппа — Ґлена Ланца з фільму Веса Крейвена «Кошмар на вулиці В'язів» 1984 року; за словами Берґстром, весь одяг у тій сцені був обраний актрисою Роуз Макгавен. У фіналі фільму персонаж Кортні Кокс носить такий же червоний піджак, як її колега із серіалу «Друзі» Ліза Кудров у фільмі «Ромі та Мішель на зустрічі випускників». Берґстром хотіла зробити персонажа Скіта Ульріха, Біллі, більш схожим на «качка-спортсмена», на кшталт Стіва Орта зі вступної сцени. Для фіналу фільму костюмери спробували білі майки безлічі брендів, доки не зупинили вибір на Calvin Klein або Kenneth Cole. Крейвен спочатку хотів, щоб роба, яку носить примарне обличчя, була білого кольору, але від ідеї відмовилися, оскільки вбивця виглядав як доброзичливий привид Каспер. Пізніше в одному з магазинів на околицях Хілсборо в Каліфорнії, де знімальна група шукала локації для зйомок, оператор побачив чорний матеріал, який ідеально підійшов для одягу головного лиходія.

### Маска
Кеті Конрад про невдоволення студії роботою Крейвена.
Одним із перших завдань знімальної групи була розробка маски вбивці. У сценарії Вільямсон описав головного лиходія лише фразою «вбивця в масці», а у Крейвена не було уявлення про те, як має виглядати лиходій. Маску маніяка, який пізніше отримав прізвисько «Примарне обличчя», разом із білим плащем знайшла продюсер Маріанна Маддалена під час підбору локації для зйомок будинку Татум у Санта-Розі. Першою реакцією Крейвена та знімальної групи на знахідку Маддалени була фраза: «Нам вона не подобається». Крейвен не хотів використовувати маску у фільмі, оскільки правами на дизайн володіла компанія Fun World — режисер був налаштований придумати нову маску. У сценарії вона була описана двома словами — «маска привида» (англ. Ghost Mask). У магазинах мережі Fun World, знаменитий костюм із маскою носить назву «Батько Смерть» (англ. Father Death). В одній зі сцен Крейвен спеціально показав упаковку так, щоб було видно назву, і таким чином натякнути глядачам, що у вбивствах може бути замішаний батько Сідні, якого поліцейські ніяк не можуть знайти.

Примарне обличчя

Фахівці студії KNB EFX GROUP Inc., які працювали над візуальними ефектами та дизайном картини, намалювали кілька концептів — від деформованих людських облич до монстрів з іклами; жодна з ідей не сподобалася Весу, і він попросив змінити дизайн маски «Примарного обличчя» так, щоб зберегти відомі риси, але уникнути конфлікту з правовласниками. Студія створила кілька прототипів, які теж не сподобалися режисеру. Після кількох тижнів безуспішних пошуків альтернативи кіношники вирішили все ж використати оригінальну маску та придбати права у Fun World. При цьому Крейвен усе одно хотів трохи змінити форму. Поки тривали переговори, студія KNB створила копію маски з невеликими змінами — її використовували у двох сценах: вбивства Кейсі Бейкер та директора Хімбрі, але результат знову не задовольнив Крейвена, тож в інших епізодах вже використовували маску Fun World.

### Вступна сцена
Будинок Кейсі Бейкер знімали у Санта-Розі на Sonoma Mountain Road — прямо навпроти будинку з фільму «Куджо» (1983) за романом Стівена Кінга. Перед початком зйомок Дрю Беррімор плачучи розповіла Крейвену про статтю в газеті — в ній йшлося про господарів собаки, які мучили та спалили тварину. Після цього режисер кожного разу переказував актрисі цю історію, коли вимагав сильних емоцій. За словами Джулі Плек, Дрю починала плакати, а Крейвен давав команду «Мотор!». Казусною виявилася ситуація, коли Дрю Беррімор кілька разів дзвонила за номером «911», тому що художник з реквізиту Джей Пі Джонс забував вимикати справжній телефон, який використовувався під час зйомок. За словами Крейвена, він довго думав, чи залишати фразу Кейсі про те, що «перший „Кошмар на вулиці В'язів“ — найкращий фільм у серії, а решта — відстій», боячись здатися егоцентричним. Перед зйомками сцени Дрю сказала, що не хоче зустрічатися з Роджером Джексоном, який озвучив Примарне обличчя, тож він розмовляв з нею у наметі біля знімального майданчику. Пролог картини за участю Беррімор відзняли за п'ять днів.

Дрю Беррімор у ролі Кейсі Бейкер

Два найскладніші ефекти були використані у сцені безпосередньо вбивства Кейсі Бейкер і Стіва Орта, якого випатрали від грудної клітки до тазу, внаслідок чого внутрішні органи вивалюються назовні. Для цього епізоду розробили спеціальне крісло без спинки, у ньому розташували нижню частину манекена, а плечі та голова належали акторові; Манекен був ретельно замаскований, створюючи ефект, що весь торс належить актору, який зображував болісну смерть. Внутрішні органи були створені з гуми, латексу та желатину, які випадали з живота вмираючого юнака. В іншій частині сцени Кейсі Бейкер завдали ножових поранень у груди та живіт, а потім повісили на дереві — у цьому випадку для персонажа виготовили манекен на повний зріст з обличчям актриси Дрю Беррімор.
Хоча Боб Вайштейн покликав Крейвена в проєкт, Вес ледь не пішов через конфлікт із босами студії. Подивившись знятий матеріал — вихідне відео сцени за участю Дрю Беррімор, — Вайнштейн і керівництво студії вирішило, що виробництво картини розвивається не в тому напрямку, який їм потрібно, і було готове замінити Крейвена на посаді режисера. Крейвен та Вільямсон знімали коротку сцену, в якій поліція садить Коттона Вірі в машину, коли пролунав телефонний дзвінок; Вільямсон згадував, як стежив за реакцією Крейвена на розмову і «як напружилася його спина». За словами Кеті Конрад та Маріанни Маддалени, такий поворот став справжнім ударом для всієї знімальної групи, яка була впевнена, що все йде за планом, проте боси студії вважали інакше: маска вбивці була абсолютно нестрашною, а зйомки, на думку Вайнштейна, «м'яко кажучи посередні» (англ. workmanlike at best). Вільямсон зазначив, що «це точно не ті слова, які потрібно чути режисеру» — Крейвен кілька днів ходив пригніченим, йому навіть надіслали монтаж фільму «Нічне чергування». На думку керівництва студії, саме так мав виглядати «Крик». Ніхто з акторів не був поінформований, що проєкт близький до того, щоб залишитися без режисера.
Одного разу ввечері Крейвен зібрав команду й кількох членів знімальної групи у своєму номері в готелі, щоб обговорити можливість пересйомки частини матеріалу з іншими масками, а потім вибрати найкращий варіант і змонтувати з відзнятим відео. Працюючи інтенсивно, Крейвен та режисер монтажу Патрік Люссьє зібрали робочий варіант перших 13 хвилин картини та відправили касету на перегляд до Нью-Йорка. Побачивши матеріал, керівництво студії змінило своє ставлення, визнавши сцену напруженою та страшною.

### «Третій акт»
Зйомки фінальної частини картини (близько 42 хвилин екранного часу), яку вбивці називають «третім актом», тривали 21 день. Серед творців фільму епізод відомий, як «Сцена 118» (англ. Scene 118), одна з найскладніших у всьому фільмі: тут задіяно багато персонажів у різних локаціях, паралельно розвиваються кілька динамічних сюжетних ліній. Будинок Стю розташований на Tomales Road на схід від Томалес-Бей. Особняк, де проходили зйомки, був порожнім довгий час — його побудувала подружня пара, але чоловік і дружина померли один за одним протягом місяця, а їх дітям не був потрібен будинок, тому спадкоємці швидко погодилися здати його для зйомок фільму. Зйомки фінальної сцени в домі були досить напруженими, Меттью Ліллард розповів про атмосферу на майданчику: «Я виразно пам'ятаю, як дивлюся на Скіта і Нів, ми складаємо разом руки, торкаючись подушечками один одного. А потім починаємо повільно розгойдуватися туди-сюди і губимося в застиглому моменті. Зрозумійте, коли ти кричиш і бігаєш з усіх ніг протягом 12 годин і робиш все це протягом 22 днів поспіль... іноді ти справді божеволієш». Актори були емоційно виснажені, оскільки тижнями зображували страх і бігали на околицях, облиті фальшивою кров'ю, а зйомки проходили виключно в нічний час. Всі актори на час зйомок зупинилися в готелі DoubleTree Hotel Sonoma Wine Country. Вони часто поверталися до своїх номерів рано-вранці — Нів Кемпбелл спостерігала, як смішно змінювалися вирази облич місцевих жителів, коли вони бачили акторів, покритих фальшивою кров'ю.
Робота з Крейвеном залишила в Кемпбелл яскраві спогади. Акторка була виснажена і збиралася із силами під час зйомок сцени, в якій її збираються вбити; режисер допоміг їй, підказавши: «Уяви, як тисяча куль проходять через твоє тіло». Коли телефонна трубка випадково вислизнула з рук Біллі, і він ударив нею Стю по голові, Меттью Ліллард видав імпровізовану репліку «Ти вдарив мене бісовим телефоном, козел!» (англ. You Fucking Hit Me With The Phone, You Dick), яка увійшла в остаточний варіант фільму.
Коли Сідні вистрибує з комори в костюмі вбивці і завдає два удари вістрям парасольки в груди Біллі, маніяка зіграв каскадер, який використовував парасольку з механізмом, що засувається; на Скіті Ульріху був спеціальний захисний жилет, і перший удар парасолькою прийшовся по ньому, а другий — вже в незахищену частину. Болюча реакція актора справжня: у дитинстві він переніс операцію на відкритому серці, і ця область тіла залишилася дуже чутливою. Цей дубль включили в остаточний монтаж фільму. Крейвен назвав епізод, в якому Сідні натискає рукою на рану Біллі «інтимним заняттям любов'ю навпаки» (англ. intimate reverse love-making), в якому «вона проникає всередину нього».
Оператора Марка Ірвіна звільнили за тиждень до закінчення зйомок; під час роботи над фіналом картини, переглядаючи знятий матеріал, Крейвен зрозумів, що значна частина знята в розфокусі, і непридатна для використання. Фільм закінчив оператор Пітер Демінг.

## Поствиробництво

### Зміна назви
Коли зйомки картини майже завершилися, брати Вайнштейн змінили назву «Страшне кіно» на «Крик» (англ. Scream) на честь пісні Майкла Джексона. Боб Вайнштейн вважав, що стара назва не підходить фільму, тому що в картині багато сатири та гумору — Маріанна Маддалена вважає, що у студії вже тоді були плани зняти фільм-пародію, тому що вона не бачила обґрунтованих аргументів на користь зміни назви. Знімальній групі не сподобалася нова назва, яку вони вважали «тупою» — серед них були Крейвен і Вільямсон, проте обидва пізніше зізналися, що Вайнштейн ухвалив правильне рішення. Сувенірна продукція для акторів та знімальної групи зберегла стару назву. Наприклад, у актриси Роуз Макгавен залишилася пляшка вина з етикеткою «Страшне кіно».
Тим часом, компанія Sony Pictures подала позов до суду на Dimension Films і Miramax за нову назву проєкту — «Крик». На думку Sony, їхні суперники хотіли привернути увагу глядачів назвою майбутньої картини після релізу їхнього власного фільму «Крикуни» (англ. Screamers), випущеного роком раніше. Розбіжності вирішилися в позасудовому порядку; на думку продюсера Маріанни Маддалени, справа була в давніх розбіжностях студій, а судовий позов через назву став лише приводом — на той час творці «Крику» могли вільно використовувати цю назву в майбутніх фільмах серії.

### Монтаж і рейтинг
Вес Крейвен про протистояння з MPAA.
Роботу над монтажем картини очолив Патрік Люссьє , з яким Крейвен працював над кількома проектами до «Крика». Завершивши зйомки в червні 1996 року, Крейвен два місяці працював над монтажем картини. Режисер багато разів вступав у конфлікт з Асоціацією кінокомпаній через віковий рейтинг; від нього вимагали пом'якшити кадри найжорстокіших сцен, щоб уникнути рейтингу «NC-17». Ці вікові обмеження перетворили б фільм на «прокатного самогубцю», адже кінотеатри та магазини намагаються не показувати такі картини. Хоча Dimension вже випускала фільми з маркуванням «NC-17», більшість релізів стикалися з проблемами відсутності глядацької аудиторії. Студія хотіла отримати менш суворий рейтинг «R», але продюсери вважали, що вирізані на вимогу Асоціації сцени позбавлять картину важливих елементів і знизять якість готового кіно. З найбільшими труднощами зіткнувся монтаж вступної сцени — погоджуючи кожну нову версію, представники асоціації намагалися викреслити з фільму епізод, де актриса біжить у сповільненій зйомці, а потім її заколюють у груди. Крейвен збрехав представникам Асоціації, сказавши, що має лише один дубль, і немає кадрів на заміну епізоду. Пізніше продюсер Dimension Films Річард Поттер на відсутність конкретики в претензіях і те, що жорстокіші фільми, ніж «Крик», отримують м'якший рейтинг; він додав, що «різниця між хорором і трилером у відношенні до персонажа. Якщо герой сподобався — це трилер. Якщо ні — хорор».
Крейвен відправляв вісім варіантів фільму: найбільше претензій викликали сцени смерті Стіва Орта (Крейвена попросили вирізати всі кадри, в яких показано, як внутрішні органи випадають назовні); загибелі оператора Кенні, якому перерізали горло (у них показано обличчя чоловіка в агонії); нарешті, менше екранного часу залишилося сцені, в якій двері гаража розчавили голову Татум. Подивившись змонтовану версію фінальної сцени на кухні в будинку Стю, Вільямсон сказав Крейвену: «Я ніколи не уявляв стільки крові в цій сцені. Чому вона така кривава?» на що режисер відповів: «Кевін, ти написав сцену, в якій двоє хлопців завдають один одному ударів ножем. У такому разі скажи мені, як її треба зняти», і питання Вільямсона відразу відпали. Після цього в Асоціації кінокомпаній все ще залишалися вимоги до фінальної сцени, в якій Біллі та Стю завдають ударів ножем один одному — цензура вимагала зменшити кількість показаної крові, зокрема, глядачі не мали побачити, як кров ллється на підлогу; на той момент ймовірність того, що фільм не отримає рейтингу «R», якщо не будуть внесені ці зміни, була вкрай велика.
Зі сцени першого нападу вбивці на Сідні вирізали кадр, в якому дівчина б'є маніяка картиною, яку схопила зі стіни — Крейвен вже на зйомках був упевнений, що глядачі жартуватимуть над тим, як часто дістається вбивці від своїх жертв. Що стосується діалогів, то одним із найсуперечливіших рядків стала фраза «Фільми не породжують убивць. Вони роблять їх винахідливішими» (англ. Movies Don't Create Psychos, Movies Make Psychos More Creative). За словами Патріка Люссьє, Асоціація кінокомпаній намагалася її вирізати, хоча не говорила цього прямо. Це улюблена фраза самого Вільямсона і водночас важливий посил картини. За його словами, на той час політик-республіканець Боб Доул виступав проти жорстокості в кіно — однією з його мішеней був фільм Квентіна Тарантіно «Природжені вбивці». Вільямсон згадував, що хоча про жорстокість у кіно писали, не було досліджень, які б підкріплювали ідею, що фільми породжують насильство. За словами сценариста, це була його «скромна непублічна відповідь».
Оскільки наближалася дата прем'єри, втрутився сам Боб Вайнштейн, котрий особисто зустрівся з представниками Асоціації. На думку продюсера, вони занадто сконцентрувалися на елементах жахів, не розуміючи, що з себе насправді являє картина. Хоча Вайнштейн погодився, що фільм вийшов напруженим, він зазначив, що в картині багато від комедії та сатири — фільм не прославляв безглузду жорстокість. Асоціація переглянула своє рішення і врешті-решт надала фільму м'якший рейтинг «R».

### Музика Бельтрамі
Музику написав Марко Бельтрамі — це перший повнометражний фільм композитора. Крейвен дав наказ помічнику Джулі Плек знайти «нового», «свіжого», «дивовижного» музиканта — кілька колег порадили їй звернутися до Бельтрамі, і незабаром у нього попросили приклади робіт. Вражений творчістю Бельтрамі, Крейвен запросив його на майданчик для перегляду знятого матеріалу із загибеллю героїні Беррімор. При першій зустрічі Крейвен сказав композитору, що той єдиний, хто має свій стиль, оскільки прослухані режисером звукозаписи звучали як наслідування Джона Вільямса. Бельтрамі доручили написати музику до вступної сцени. Після того, як із результатом ознайомилися продюсери та брати Вайнштейн, композитора найняли створити музику до всього фільму. Раніше він не працював над фільмами жахів — Крейвен і режисер монтажу Люссьє підказали, як створити напругу. Режисер хотів, щоб музика навмисно наздоганяла напругу в певних сценах, коли глядачі чекають переляку, як у аналогічних епізодах інших фільмів жахів. Звучання наростало, щоб натякнути, що вбивця стоїть за дверима, але в результаті нічого не відбувалося.
За словами Бельтрамі, до цього він не дивився фільми жахів, а працюючи над «Криком» писав музику «від імені персонажів». Бельтрамі навмисно уникнув стандартних прийомів жанру — його робота більше нагадувала саундтрек до вестерну в стилі Енніо Морріконе. Коли композитор писав тему Дьюї, він, уявляючи шерифа на Дикому Заході, спирався на звучання гітар. Головна тема Сідні — «Sidney's Lament» — містить жіночий вокал, що виражає жаль. За словами Бельтрамі, цей голос «говорив за персонажа, який втратив матір». Крістіан Клемменсен із сайту Filmtracks.com назвав «тривожний» вокал «голосом усієї франшизи» — музична тема неодноразово використовувалася як у першому фільмі, так і в продовженнях. Бельтрамі згадував, що не міг реалізувати свої задуми теми Сідні через малий бюджет. Композитор хотів використати гармонії струнних інструментів, але їх було замало. Тому він вирішив додати свист. Однак свисту одних лише музикантів було недостатньо, тож Бельтрамі звернувся по допомогу до Крейвена, на що той погодився.
Альбом із музикою Марко Бельтрамі випустив лейбл Varèse Sarabande 14 липня 1998 на компакт-диску під назвою «Scream/Scream 2», на ньому також були вміщені композиції із сиквела. У видання увійшли шість пісень із першого фільму: «Sidney's Lament», «Altered Ego», «A Cruel World», «Trouble In Woodsboro», «Chasing Sidney» та «NC-17». Час звучання склав 12 хвилин, хоча для картини було написано більше години інструментальної музики, а на інших виданнях саундтреку випустили близько 30—45 хвилин. Деякі оглядачі зазначили, що, можливо, малий обсяг пов'язаний із високими витратами на випуск саундтреку та небажанням лейбла за це платити. Альбом отримав здебільшого позитивні відгуки критиків — Мікаель Карлссон зазначив, що це «один з найбільш захопливих саундтреків, написаних для фільму жахів за останні роки». Оглядач Filmtracks.com написав, що альбом має «культовий» статус і надав йому три зірки з п'яти. Ресурс AllMusic виніс свій вердикт: «Ідеально схоплений дух постмодернізму і лиха атмосфера фільмів усієї серії» й також надав три зірки з п'яти.

## Просування
Слогани фільму:
- «Хтось зайшов надто далеко у своїй любові до фільмів жахів» (англ. Someone Has Taken Their Love Of Scary Movies One Step Too Far)
- «Розгадка цієї таємниці може вбити» (англ. Solving This Mystery Is Going To Be Murder)
- «Новий трилер Веса Крейвена» (англ. A New Thriller From Wes Craven)

### Саундтрек
Альбом із піснями з фільму вийшов у продаж 20 грудня 1996 року від лейблу TVT Soundtrax; до нього увійшли 11 пісень популярних виконавців, а також музика Марко Бельтрамі — композиції «Trouble In Woodsboro» і «Sidney's Lament». Альбом не вважається успішним, оскільки не потрапив у чарт Billboard 200. Гурт Republica випустив дві версії кліпу на пісню «Drop Dead Gorgeous» — одна з них містила сцени з фільму і часто транслювалася на каналі MTV. Хоча пісня «Ready To Go» цього гурту звучить у фільмі, вона з'явилася лише в європейській версії альбому від лейбла Cinerama, а також у кількох телевізійних рекламних роликах «Крика».
Пісня «Red Right Hand» Ніка Кейва використовується у наступних двох продовженнях; для третьої частини Кейв записав ексклюзивну нову версію. Пісня Еліса Купера «School's Out» звучить у сцені скасування занять у школі Вудсборо, в альбомі її замінили на кавер-версію у виконанні гурту The Last Hard Men. Акустична версія «(Don't Fear) The Reaper» у виконанні Ґаса Блека звучить на фоні, коли Сідні та Біллі обговорюють свої відносини. Композиція також з'являється у фільмі «Хелловін» (1978) — творці «Крика» зробили безліч відсилань до класичної картини Джона Карпентера. Джефф Сміт так пояснює вибір пісень:
...це іронічний підхід до пояснення брутальної відкриваючої сцени. Що ще важливіше — алюзія на класичну пісню «Blue Öyster Cult», коли автори фільму надають композиції буквального змісту. У пісні співається про Жнеця (англ. Reaper) — популярний символ смерті, тоді як «Крик» робить Жнецем конкретного героя, який не тільки одягається як Похмурий Жнець (Grim Reaper), але й мстиво вбиває інших персонажів фільму. Безперечно, іронія в тому, що Біллі і є одним із двійників-вбивць, той самий «Жнець», якого варто боятися.
| Scream: Music From The Dimension Motion Picture | Scream: Music From The Dimension Motion Picture | Scream: Music From The Dimension Motion Picture                | Scream: Music From The Dimension Motion Picture | Scream: Music From The Dimension Motion Picture |
| #                                               | Назва                                           | Автор                                                          | Виконавець                                      | Тривалість                                      |
| ----------------------------------------------- | ----------------------------------------------- | -------------------------------------------------------------- | ----------------------------------------------- | ----------------------------------------------- |
| 1.                                              | «Youth of America»                              | Джоуї Аммо                                                     | Birdbrain                                       | 3:03                                            |
| 2.                                              | «Whisper»                                       | Марк Рю, Кіт Браун, Керрі Браун                                | Catherine                                       | 3:12                                            |
| 3.                                              | «Red Right Hand»                                | Мік Харві, Нік Кейв, Томас Відлер                              | Nick Cave and the Bad Seeds                     | 6:11                                            |
| 4.                                              | «(Don't Fear) The Reaper»                       | Дональд Розер                                                  | Gus Black                                       | 4:47                                            |
| 5.                                              | «Artificial World» (Interdimensional Mix)       | Джулі Круз, Луї Туччі                                          | Julee Cruise & The Flow                         | 5:08                                            |
| 6.                                              | «Better Than Me»                                | Кріс Рендалл                                                   | Sister Machine Gun                              | 4:01                                            |
| 7.                                              | «Whisper to a Scream (Birds Fly)»               | Ієн Макнабб                                                    | Soho                                            | 5:26                                            |
| 8.                                              | «First Cool Hive»                               | Річард Холл                                                    | Moby                                            | 5:16                                            |
| 9.                                              | «Bitter Pill»                                   | Піл Вімберлі                                                   | The Connells                                    | 3:41                                            |
| 10.                                             | «School's Out»                                  | Еліс Купер, Майкл Брюс, Глен Бакстон, Денніс Данавей, Ніл Сміт | The Last Hard Men                               | 2:17                                            |
| 11.                                             | «Trouble in Woodsboro / Sidney's Lament»        | Марко Бельтрамі                                                | Марко Бельтрамі                                 | 3:28                                            |
| Загальна тривалість 46:30                       |                                                 |                                                                |                                                 |                                                 |

| Scream: Music From The Dimension Motion Picture (European Edition) | Scream: Music From The Dimension Motion Picture (European Edition) | Scream: Music From The Dimension Motion Picture (European Edition) | Scream: Music From The Dimension Motion Picture (European Edition) | Scream: Music From The Dimension Motion Picture (European Edition) |
| #                                                                  | Назва                                                              | Автор                                                              | Виконавець                                                         | Тривалість                                                         |
| ------------------------------------------------------------------ | ------------------------------------------------------------------ | ------------------------------------------------------------------ | ------------------------------------------------------------------ | ------------------------------------------------------------------ |
| 12.                                                                | «Drop Dead Gorgeous»                                               | Republica                                                          | Republica                                                          | 4:30                                                               |
| Загальна тривалість 51:00                                          |                                                                    |                                                                    |                                                                    |                                                                    |

## Сприйняття

### Вихід у прокат і збори
Прем'єра фільму відбулася 19 грудня 1996 року в кінотеатрі «AMC Avco» у Вествуді в Лос-Анджелесі. Боб Вайнштейн наказав випустити фільм у прокат 20 грудня, зіткнувшись із критикою рішення призначити прем'єру фільму жахів у різдвяні свята, коли більшою популярністю користуються сімейні фільми. Вайнштейн зазначив, що саме тому потрібно випускати фільм у ці дні — шанувальникам жахів просто нема чого дивитись. Вся знімальна група та актори вважали, що через це фільм може провалитися в прокаті. Коли за перші вихідні картина зібрала всього $6 мільйонів, багато хто був упевнений, що «Крик» приречений на провал; але вже наступних вихідних збори почали зростати, сягнувши позначки $100 мільйонів у домашньому прокаті.
Прем'єра відбулася в 1 413 кінотеатрах, у перші вихідні збори склали $6 354 586 — на другому місці після повнометражного мультфільму Beavis and Butt-Head Do America, а загальні збори в США досягли позначки майже $87 мільйонів; картина повторно вийшла в прокат 11 квітня 1997, додавши до зборів ще $16,2 мільйона — домашні збори сягли до $103 046 663, а загальні склали $173 046 663. Перший фільм залишається комерційно найуспішнішим у всій франшизі. На 2013 рік «Крик» посідав 577-е місце у списку найкасовіших фільмів світу.
У США фільм залишається, з урахуванням інфляції, 20-м найуспішнішим фільмом жахів, а також найкасовішим слешером до виходу «Хелловіна» (2018) — за ним йшли «Крик 2» і «Крик 3». З урахуванням інфляції збори фільму оцінюються в $346 мільйонів. Картина стала 15-ою у списку найкасовіших фільмів року, хоча ще до виходу в прокат журнал «Вараєті» прогнозував провал через конкуренцію з фільмами «Джеррі Магвайр» з Томом Крузом та «Марс атакує!» з ансамблем кінозірок у різдвяному кінопрокатному сезоні; за підсумками року фільм склав сильну конкуренцію блокбастерам «Місія нездійсненна» і «День незалежності» — прокат «Крику» тривав майже 8 місяців.
Разом із правовласником, компанією Paramount Pictures, прокатник Fathom Events випустив «Крик» у повторний прокат на одну ніч 10 жовтня 2021 року.

### Критика
На сайті Rotten Tomatoes рейтинг фільму складає 79% на основі 82 оглядів, середня оцінка — 7.20 із 10; консенсус критиків сайту гласить: «Підривна деконструкція жанру ікони жахів Веса Крейвена є хитрою, дотепною та напрочуд ефективною як для фільму-слешеру, навіть якщо декому може здатися надто зухвалою». Середня оцінка картини на Metacritic — 65 зі 100 на основі 25 здебільшого позитивних оглядів, а на Internet Movie Database — 7.4 з 10 на основі оцінок понад 415 тисяч користувачів (на квітень 2025).
На думку Пітера Стека із San Francisco Chronicle у фільмі критикується поп-культура в цілому і, зокрема, висміюється загальна схема та ряд шаблонів жанру хорор, через посилання на конкретні фільми, про які говорять герої. У сатиричному ключі обігруються такі теми, як дівчина-підліток, яка одна в будинку; вбивця, який підлягає зовні; друг, який виходить на шум; неприкритий зв'язок сексу та насильства; безпорадність поліції та батьків. Критик охарактеризував «Крик» як слешер якістю вище середнього, який вдало висміює «П'ятницю, 13-те», «Хелловін» та їх «тупі» сіквели. Також Крейвен не залишив поза увагою і власні картини («Пагорби мають очі» та «Останній будинок ліворуч»). Кевін Томас в огляді «Лос-Анджелес Таймс» назвав фільм «блискучою і провокаційною пародією на фільми жахів», а також страшною та лякаючою, але не похмурою картиною. Оглядач Empire Адам Сміт назвав фільм «розумними, стрімкими і кривавими веселощащи». Річард Харрінґтон із «Вашингтон пост» відзначив фільм як найкращий зразок свого роду 1990-х років та справжню класику, причому за рамками жанру. Картина обіграє багато умовностей хорорів і слешерів, що набули поширення із середини вісімдесятих; крім «до біса розумного і складного сюжету» з несподіваним фіналом, у фільмі «майстерно поєднуються іронія, самоцитування та вивернуте навиворіт соціальне висловлювання, приправлене жахом і кривавим жбурлянням». Time Out London зазначив, що Крейвен створює кривавий різновид постмодерністської комедії на основі спадщини поп-культури в жахах: «Нарешті з'явився хорор-фільм, про який варто говорити!». Режисер і сценарист із пафосом позбавляються як поганих хлопців, так і кліше; іноді, на думку рецензента, це виглядає занадто хитромудро, але безумовно страшно. Видання похвалило відмінний акторський склад. Film4 порівняв картину з іншим проєктом Крейвена — фільмом «Кошмар на вулиці В'язів 7: Новий кошмар» (1994), в якому режисер почав грати з постмодернізмом; і хоча провальний «Новий кошмар» був гідним, але не надто страшним, з «Криком» ситуація інша: це не просто розумне кіно, а дійсно фільм, котрий, починаючи із захопливої сцени з Дрю Беррімор, супроводжує жах.
Академічні дослідження американських фільмів жахів, опубліковані в період із 2002 по 2006 рік, характеризують «Крик» наступним чином. 2002 року Рейнольд Хамфріс завершив своє обговорення в книзі «Американський фільм жахів» (англ. The American Horror Film) розділом під назвою «Куди ми йдемо далі?». Він зазначив, що стан речей у хорор-жанрі не сприяє оптимізму. Серед рідкісних винятків Хамфріс виділив «Крик» і фільми М. Найта Ш'ямалана, але дійшов висновку, що «кілька ластівок не роблять літа», і додав, що, можливо, більше не буде фільмів рівня «Техаської різанини бензопилою». Джон Кеннет М'юїр у своїй книзі «Фільми жахів 1990-х» (англ. Horror Films of the 1990s) пише, що весь «Крик» базується на «хитромудрих відсиланнях до фільмів, навіть „розгадка“ замаскованої особистості вбивці була зашифрована в прихованому посиланні на інший фільм жахів 1990-х „Мамині діти“». Ця алюзія несла в собі, на думку автора, важливий аспект викритого вбивці з «Крика» Біллі Луміса: він теж був маминим синочком. Дослідник відносить «Крик», поряд із серією «Відьма з Блер», до тих небагатьох зразків інтелектуальних фільмів жахів, які зуміли здобути не тільки визнання критиків, а й популярність у глядачів, хоча більшість фільмів 1990-х років пізніше забули. М'юїр називає фільм по-справжньому страшним, а першу сцену, де героїня Дрю Беррімор бореться з Примарним обличчям, характеризує «не тільки розумною та самореферентною, а й просто жахливою»; не менш вдала й решта картини.
Журналіст Юрій Гладільщиков у своїй книзі «Довідник мрій. Путівник по новому кіно» писав, що «„Крик“ - це жах навпіл з гумором», відзначивши іронічне ставлення фільму до свого жанру та його штампів. Гладільщиков звертає увагу на думку фільму: сучасні люди, сформовані масовою культурою, втратили межу між кіно й реальністю та поводяться так, наче вони персонажі трилера. «Насильство стало предметом споживання» і найбільше це стосується підлітків, які якраз і є основними персонажами фільму. Наприкінці Гладільщиков міркує, що давши жанру новий імпульс, самі Крейвен і Вільямсон явно заплуталися, не знаючи, куди йти далі. Недарма після третьої частини «Крика» вони обидва надовго зупинилися.

### Нагороди
Фільм та його творці отримали декілька нагород і номінацій:
| Рік  | Нагороди                         | Категорія                            | Робота          | Результат | Примітки      |
| ---- | -------------------------------- | ------------------------------------ | --------------- | --------- | ------------- |
| 1996 | Премія Міжнародної гільдії жахів | Найкращий фільм                      | «Крик»          | Перемога  | [ 96 ]        |
| 1996 | Сатурн                           | Найкраща жіноча роль                 | Нів Кемпбелл    | Перемога  | [ 92 ]        |
| 1996 | Сатурн                           | Найкраща режисура                    | Вес Крейвен     | Номінація | [ 97 ]        |
| 1996 | Сатурн                           | Найкращий фільм жахів                | «Крик»          | Перемога  | [ 92 ]        |
| 1996 | Сатурн                           | Найкраща чоловіча роль другого плану | Скіт Ульріх     | Номінація | [ 97 ]        |
| 1996 | Сатурн                           | Найкраща жіноча роль другого плану   | Дрю Беррімор    | Номінація | [ 97 ]        |
| 1996 | Сатурн                           | Найкращий сценарій                   | Кевін Вільямсон | Перемога  | [ 92 ]        |
| 1997 | MTV Movie Award                  | Найкраще виконання                   | Нів Кемпбелл    | Номінація | [ 98 ]        |
| 1997 | MTV Movie Award                  | Найкращий фільм                      | «Крик»          | Перемога  | [ 98 ]        |
| 1997 | Кінофестиваль у Жерармері        | Гран-прі                             | Вес Крейвен     | Перемога  | [ 93 ] [ 94 ] |

## Вихід на відео
На домашньому відео виходили дві версії фільму: кінотеатральна («R-Rated») і режисерська («Director's Cut» або «Unrated»). Основні відмінності відносяться до тривалості, кількості кадрів і крупноти планів у наступних сценах:
- Смерть Стіва Орта;
- Труп Кейсі Бейкер на дереві;
- Смерть Татум у гаражі;
- Смерть Кенні;
- Біллі та Стю завдають один одному ударів ножем.

### Американські видання
Повна нецензурна версія фільму з маркуванням «The Director's Cut» вийшла в США на лазерних дисках зі звуком «Dolby Digital» 2 липня 1997 року, і 24 червня 1997 року на VHS. Спеціальний реліз разом із трейлером «Крика 2» відбувся 2 грудня 1997 року. Крім стандартного видання для масового ринку 1997 року, фільм вийшов у кількох колекційних форматах. «Unrated»-версію можна було придбати на відеокасеті з однією з трьох обкладинок, оформлених в єдиному темно-синьому кольорі з портретами актрис Дрю Беррімор, Кортні Кокс і Нів Кемпбелл — на касеті також розміщувався невеликий ролик про зйомки. На 2021 рік рідкісні видання представляють велику цінність для шанувальників франшизи. Інше колекційне видання «Deluxe Edition» на двох касетах містило широкоформатну версію фільму та версію з аудіокоментарями Веса Крейвена та Кевіна Вільямсона, до релізу також увійшла брендована телефонна карта з 10 хвилинами безкоштовної розмови та три колекційні картки з зображеннями Беррімор, Кокс і Кемпбелл.
На DVD фільм вийшов 3 грудня 1997 року. Новий реліз на лазерних дисках (DTS) відбувся 26 серпня 1998 року, а 8 грудня вийшло спеціальне видання «Collector's Edition» на DVD — до нього увійшли театральний трейлер, інтерв'ю з акторами, коментарі режисера і документальний фільм про зйомки. Дистрибуцією вищезгаданих релізів займалася компанія Buena Vista Home Entertainment, а після виходу «Крику 3» вся трилогія була випущена 26 жовтня 2000 року в складі релізу «The Ultimate Scream Collection», куди також увійшли бонусний диск з 30-хвилинним документальним фільмом «Behind The Scream», відео з пробами акторів та невдалі дублі.
29 березня 2011 року, за два тижні до виходу в прокат фільму «Крик 4», компанія Lionsgate Home Entertainment випустила фільм на Blu-Ray у високій роздільній здатності 1080p. Диск містив бонусні матеріали з DVD-видання «Collector's Edition», зокрема невдалі дублі та видалені сцени. 19 жовтня 2021 з нагоди 25-річного ювілею фільму Paramount Home Entertainment випустила версію фільму в 4K на диску UltraHD Blu-Ray. В огляді порталу Blu-ray.com високо оцінили видання, покращене порівняно з релізом 2011 року.

### Закордонні видання
«Крик» вийшов на лазерних дисках у Франції, Японії та Великобританії в 1997 році, а в 1998 році — у Німеччині, того ж року в Японії випустили «Спеціальне видання». До 2001 року фільм не виходив на DVD у деяких країнах Європи. Прем'єра в Японії відбулася 23 грудня 1998 року, у реліз увійшли кілька версій фільму: «R-Rated» і «Director's Cut». Компанія Buena Vista Home Entertainment випустила картину в Європі 26 лютого разом «Криком 2» і «Криком 3» — до релізу увійшли диски, аналогічні американському виданню «Collector's Edition»; крім того, на них розмістилися видалені сцени, невдалі дублі, трейлери, музичні відео та коментарі творців — тоді ж вийшло видання «Scream Trilogy» з усіма трьома картинами в одному боксі.

## Спадщина

### 25-річчя фільму
З нагоди 25-річчя фільму онлайн-майданчик для розміщення та пошуку оголошень про короткострокову оренду приватного житла «Airbnb» запропонував на період з 27 по 31 жовтня 2021 року забронювати будинок, де проходили зйомки фіналу картини — на гостей чекали вітання від шерифа Дьюї Райлі у виконанні Девіда Аркетта, телефонні дзвінки від Примарного обличчя, а також перегляд усіх чотирьох (на той момент) фільмів франшизи на VHS. Крім того, учасники заходу мали можливість приєднатися до онлайн-зустрічі зі сценаристом Кевіном Вільямсоном і поставити йому запитання. У жовтні відбувся реліз версії фільму у 4K на диску UltraHD Blu-Ray від компанії Paramount Home Entertainment з новими додатковими матеріалами. У грудні журнал Entertainment Weekly випустив спеціальний номер «The Ultimate Guide To Scream», присвячений створенню фільмів франшизи.

### Правила фільмів жахів
Головні герої представлені знавцями жанру жахів, а основні правила виживання в хорорі озвучує персонаж Ренді Мікс у виконанні Джеймі Кеннеді. Наявність цих установок стала важливою відмінністю франшизи — а також можливістю творців посміятися над собою та жанром у цілому. Правила такі:
1. Не можна займатися сексом (головна героїня має бути незайманою — тільки так вона зможе пережити зіткнення з убивцею у фіналі історії);
2. Не можна пити алкоголь або вживати наркотики (за канонами жанру, підлітки, котрі піддаються гріхам стають жертвами вбивці);
3. Не можна говорити «Я зараз повернуся…» та запитувати «Хто тут?» (за словами Ренді, такі фрази, вимовлені в хорорі - «явне бажання смерті»).